# Аббасов, Мамедали Мамед оглы
Мамедали Мамед оглы Аббасов (азерб. Məmmədəli Məmməd oğlu Abbasov; 7 января 1907, Владикавказ — 22 ноября 2000, Баку) — государственный деятель Азербайджанской ССР. Министр строительства Азербайджанской ССР (1962—1967). Министр промышленного строительства Азербайджанской ССР (1967—1969). Депутат Верховного Совета Азербайджанской ССР 2-го, 5-го, 6-го, 7-го созывов.

## Биография
Родился 7 января 1907 года[по какому календарю?] во Владикавказе в семье кустаря. Родители родом из Нахичевани. В 1929 году окончил Ленинградский институт инженеров путей сообщения.
С 1930 по 1931 год — главный инженер участка «Азглавводстрой» в Баку и Гяндже. С 1935 по 1945 год — на инженерной работе в различных строительных организациях Баку. Был инженером дорог, инспектором местных дорог, начальником участка, заместителем главного инженера Бакинского строительного треста, главным инженером строительства Сумгаитской ТЭС.
Во время Второй мировой войны работал на различных ответственных должностях строительного отдела Азнефти.
С 1944 года — в Москве. С 1946 по 1950 год — начальник Управления капитального строительства и начальник главка Министерства нефтяной промышленности СССР. С 1951 года — заместитель начальника объединения «Азморнефтьстрой».
С 1957 года — начальник отдела капитального строительства Совета народного хозяйства Азербайджанской ССР.
С 16 января 1962 по 30 марта 1967 года — министр строительства Азербайджанской ССР; затем — министр промышленного строительства Азербайджанской ССР (5 апреля 1967 — 13 ноября 1969).
С 1945 года — член КПСС. С 1964 по 1966 год — кандидат в члены ЦК КП Азербайджана. С 1966 года — член ЦК КП Азербайджана.
Депутат Верховного Совета Азербайджанской ССР 2-го, 5-го, 6-го, 7-го созывов.
Умер 22 ноября 2000 года в Баку.

## Награды
- Орден Трудового Красного Знамени
- Орден «Знак Почёта»
- медали